# Ditassa franciscoi
Ditassa franciscoi là một loài thực vật có hoa trong họ La bố ma. Loài này được (Morillo) Liede mô tả khoa học đầu tiên năm 1997.